# Плът на раздора
„Плът на раздора“ (на английски: Flesh and Bone) е американски филм от 1993 г., режисьор и сценарист на който е Стив Клоувс. Музиката към филма е написана от Томас Нюман, а оператор е Филипе Руселот.
В Плът на раздора участват Денис Куейд, Мег Райън, Гуинет Полтроу, Джеймс Каан, Скот Уилсън и Кристофър Райдел.
1. ↑  www.imdb.com //   Посетен на 9 април 2016 г.
2. ↑  www.britannica.com
3. ↑  www.cduniverse.com